# SAZAS letna lestvica slovenskih skladb 1998
SAZAS letna lestvica najbolj predvajanih slovenskih skladb 1998, ki vključuje le domače izvajalce za dve TOP 50 lestvici: reparticijski razred 100 (nacionalni radio) in razred 110 (komercialne postaje).

## Kategorija
Celotna lestvica obeh kategorij obsega Top 50 slovenskih skladb leta 1998.
| Mesto | Naslov                     | Izvajalec                     |
| ----- | -------------------------- | ----------------------------- |
| 1     | "Plašč ljubezni"           | Anja Rupel                    |
| 2     | "Za prijatelje"            | Andrej Šifrer                 |
| 3     | "Mama"                     | Ansambel Lojzeta Slaka        |
| 4     | "Dotakn' se me z občutkom" | Jan Zmazek Žan                |
| 5     | "Zapri oči"                | Victory                       |
| 6     | "Veter z juga"             | Tinkara Kovač                 |
| 7     | "Naj bogovi slišijo"       | Vili Resnik                   |
| 8     | "Ti si čas ustavil"        | Darja Švajger                 |
| 9     | "Ljubezni najin čas"       | Rok 'n' Band ft. Anika Horvat |
| 10    | "Ko ti vse narobe gre"     | Leteči potepuhi               |

| Mesto | Naslov                     | Izvajalec      |
| ----- | -------------------------- | -------------- |
| 1     | "Nika"                     | Rok 'n' Band   |
| 2     | "Ledena ptica"             | California     |
| 3     | "Ako su to samo bile laži" | Plavi orkestar |
| 4     | "Naj bogovi slišijo"       | Vili Resnik    |
| 5     | "Cela ulica nori"          | Kingston       |
| 6     | "Povej mi zakaj"           | Marta Zore     |
| 7     | "Ljubezen na prvi pogled"  | Avia Band      |
| 8     | "Zapri oči"                | Victory        |
| 9     | "Pozor, pozor"             | Power Dancers  |
| 10    | "Cvetje in vrtovi"         | Miran Rudan    |